# Герберт Фандель
Герберт Фандель (нім. Herbert Fandel; 9 березня 1964, Кильбург, земля Рейнланд-Пфальц) — колишній німецький футбольний арбітр, який судив фінал Ліги чемпіонів УЄФА 2007 року. Фандель судив фінал Кубка УЄФА у 2006 році між англійським «Мідлсбро» та іспанською «Севільєю». Він також судив Кубок Конфедерацій ФІФА 2005 на рідній землі в Німеччині. Судив літні Олімпійські ігри 2000 року в Сіднеї. Директор музичної школи за фахом, одружений, має двох дітей.
Він завершив кар'єру арбітра 8 червня 2009 року, а з 2010 року очолює Комісію арбітрів Німецького футбольного союзу.
У червні 2018 року Фандель пішов з посади голови Комісії арбітрів НФБ, а у 2019 році подав у відставку з Комісії арбітрів УЄФА.
1 вересня 2022 року Фандель був призначений головою Комісії арбітрів Бельгії Бельгійською футбольною асоціацією (KBFV).

## Визначні матчі

### Фінал Ліги Чемпіонів 2007
Фандель був призначений УЄФА арбітром фіналу Ліги чемпіонів УЄФА 2007 року між «Міланом» і «Ліверпулем» на Олімпійському стадіоні в Афінах. Він показав чотири жовті, по дві з кожного боку. Незадовго до перерви «Мілан» повів у рахунку. «Мілан» здобув перемогу з рахунком 2:1.

### Євро 2008
2 червня 2007 року Фандель судив відбіркову гру Євро-2008 між Данією та Швецією в Копенгагені, який став першим відбірковим матчем УЄФА між цими двома командами. Данія відігралася до 3–3 з 0–3, коли на 89-й хвилині Фандель призначив пенальті для Швеції та видалив данського півзахисника Крістіана Поульсена за удар Маркуса Розенберга в живіт. За кілька секунд, до того як пенальті було виконано, данський уболівальник вибіг на поле і накинувся на Фанделя, встигнувши покласти руку до шиї арбітра, після чого був відтіснений данськими гравцями. У результаті судді залишили поле, припинивши гру. Згодом данцям було зараховано технічну поразку 0:3.

### Відбірковий матч Євро-2008: Данія проти Швеції
7 червня 2008 року Фандель судив гри групи A Євро-2008 між Португалією та Туреччиною. Він вилучив трьох гравців збірної Туреччини, і гра закінчилася з рахунком 2–0 на користь Португалії..
Він також судив чвертьфінальний матч між Іспанією та Італією у Відні 22 червня 2008 року, в якому Іспанія перемогла по пенальті з рахунком 4–2.